# Songs from the Wood
| 전문가 평가                       | 전문가 평가       |
| 평가 점수                         | 평가 점수         |
| 출처                              | 점수              |
| --------------------------------- | ----------------- |
| AllMusic                          | [ 1 ]             |
| The Encyclopedia of Popular Music | [ 2 ]             |
| NME                               | (Very favourable) |
| The Rolling Stone Album Guide     | [ 4 ]             |

《Songs from the Wood》는 1977년 2월 11일, 크리설리스 레코드에서 발매한 영국의 프로그레시브 록 밴드 제쓰로 툴의 열 번째 스튜디오 음반이다. 이 음반은 1970년대 말 밴드가 발매한 포크 록 음반 3장 중 첫 번째 음반으로 꼽히며, 《Heavy Horses》 (1978년)와 《Stormwatch》 (1979년)가 그 뒤를 이었다.
영국 민속과 시골 생활에서 영감을 얻은 이 음반은 전통 악기와 멜로디에 하드 록 드럼, 신시사이저, 일렉트릭 기타를 결합한 밴드의 광범위한 포크 록 스타일이 재개되었음을 알리는 신호탄이었으며, 모두 밴드의 복잡한 프로그레시브 록 템플릿에 담겨 있었다. 이 음반은 1976년 초 밴드의 오케스트라 편곡자로 8년간의 활동 끝에 두 번째 키보디스트로 합류한 디 팔머를 밴드의 공식 멤버로 포함시킨 최초의 제쓰로 툴 음반이다.
《Songs from the Wood》는 형식으로의 회귀라고 생각하는 비평가들로부터 호평을 받았다. 이 음반은 영국에서 13위, 미국에서 8위에 올랐다. 음반의 싱글인 〈The Whistler〉는 밴드의 마지막 빌보드 핫 100 차트 진입작이기도 하며, 59위로 정점을 찍었다. 또 다른 곡인 〈Ring Out, Solstice Bells〉는 1976년 크리스마스 시즌에 같은 제목의 EP로 음반에 앞서 발매되어 영국에서 28위로 정점을 찍었다.

## 녹음
밴드는 1976년 9월 14일에 녹음을 시작하여 〈Ring Out, Solstice Bells〉를 녹음하고 1976년 11월 16일에 〈Jack-in-the-Green〉을 완성했다. 모든 트랙은 모건 스튜디오의 스튜디오 2에서 녹음되었으며(모든 기악곡에 이언 앤더슨이 참여한 스튜디오 3에서 녹음된 〈Jack-in-the-Green〉을 제외하고는), 지금까지 밴드가 디스코그래피의 대부분을 녹음했던 스튜디오와 동일하다. 이 음반은 모나코에서 이전 두 장의 음반을 해외에서 녹음한 후 영국에서 다시 녹음하게 된 계기가 되었다.
이전 제쓰로 툴 음반에 비해 《Songs From the Wood》는 앤더슨 외에 밴드의 다른 멤버들, 특히 신예 키보디스트 디 팔머와 기타리스트 마틴 바레의 작곡 기여가 더 컸다. 팔머는 타이틀곡인 〈Hunting Girl〉, 〈Velvet Green〉, 〈Ring Out〉, 〈Solstice Bells〉 그리고 〈Pibroch (Cap in Hand)〉를 포함한 여러 곡의 상당 부분을 작곡했으며, 나머지 밴드에도 클래식 포크 사운드의 주요 요소가 된 휴대용 파이프 오르간을 도입했다.

## 곡 목록
모든 곡들은 이언 앤더슨에 의해 작사/작곡하였다.
| #  | 제목                         | 재생 시간 |
| -- | ---------------------------- | --------- |
| 1. | 〈Songs from the Wood〉      | 4:52      |
| 2. | 〈Jack-in-the-Green〉        | 2:27      |
| 3. | 〈Cup of Wonder〉            | 4:30      |
| 4. | 〈Hunting Girl〉             | 5:11      |
| 5. | 〈Ring Out, Solstice Bells〉 | 3:43      |

| #  | 제목                      | 재생 시간 |
| -- | ------------------------- | --------- |
| 6. | 〈Velvet Green〉          | 6:03      |
| 7. | 〈The Whistler〉          | 3:30      |
| 8. | 〈Pibroch (Cap in Hand)〉 | 8:35      |
| 9. | 〈Fire at Midnight〉      | 2:26      |

## 인증
| 국가                                                  | 인증 | 판매량/출하량 |
| ----------------------------------------------------- | ---- | ------------- |
| 캐나다 (뮤직 캐나다)                                  | 골드 | 50,000^       |
| 영국 (BPI) 2003 release                               | 실버 | 60,000*       |
| 미국 (RIAA)                                           | 골드 | 500,000^      |
| *판매량을 기반으로 한 인증 ^출하량을 기반으로 한 인증 |      |               |